# Archangiopteris subintegra
Archangiopteris subintegra là một loài dương xỉ trong họ Marattiaceae. Loài này được Hayata mô tả khoa học đầu tiên năm 1919.